# Erna Pinner
Erna Pinner (eigentlich: Erna Friederike Wilhelmine Pinner; geboren 27. Januar 1890 in Frankfurt am Main; gestorben 5. März 1987 in Hampstead (London)) war eine deutsche Zeichnerin, Puppenkünstlerin, Schriftstellerin und Naturwissenschaftlerin.

## Leben
Erna Pinner entstammte dem jüdisch-deutschen Großbürgertum Frankfurts. Ihr Vater Oscar, ursprünglich aus Ungarn, war ein renommierter Chirurg und Sammler zeitgenössischer Kunst. Er unterstützte die künstlerischen Ambitionen seiner Tochter mit der Einrichtung eines Ateliers im Dachgeschoss des Familienhauses in der Bockenheimer Landstraße 72. Als Siebzehnjährige begann sie 1907 ihre künstlerische Ausbildung am Städelschen Kunstinstitut in Frankfurt. 1908 studierte sie in Berlin bei Lovis Corinth, 1910 in Paris bei Félix Vallotton, Maurice Denis und Paul Sérusier an der Académie Ranson.
Kurz vor Ausbruch des Ersten Weltkriegs kehrte Pinner nach Deutschland zurück. Hier lernte sie 1916 den Darmstädter Schriftsteller Kasimir Edschmid kennen; die private Partnerschaft führte auch zu künstlerischer Zusammenarbeit. Erna Pinner illustrierte die Werke des Expressionisten und entwarf Kostüme für seine Stücke. Durch Edschmid kam Pinner in den literarisch-künstlerischen „Dachstubenkreis“ um den Darmstädter Verleger Joseph Würth, der einige der gemeinsamen Bücher des Paares veröffentlichte. Ebenso knüpfte sie Kontakte mit Schriftstellerinnen und Schriftstellern wie Annette Kolb, Theodor Däubler und René Schickele, die zum Kreis um die von Edschmid herausgegebene Zeitschrift Tribüne der Kunst und Zeit (1919 − 1923) gehörten. Ab 1919 gehörte sie der Darmstädter Sezession an und nahm regelmäßig an deren Ausstellungen teil. U. a. illustrierte sie Klabunds Blumenschiff. Sie unterrichtete an einer Frankfurter Privatschule. Der Maler Helmut Kolle (1899–1931) zeichnete 1918 bei ihr; sie blieb ihm bis zu dessen frühem Tod eine enge Freundin.
Mitte der 1920er Jahre gingen Erna Pinner und Kasimir Edschmid gemeinsam auf Reisen. Zunächst führten diese sie vor allem in den Süden Europas: nach Frankreich, Italien, Montenegro, Kroatien (1925) und Griechenland (1927), von Spanien aus aber auch nach Marokko (1926). Aus diesen Reiseerfahrungen entstanden von Edschmid geschriebene und von Pinner illustrierte Publikationen sowie ihr eigenes Buch Eine Dame in Griechenland (1927). 1928 unternahmen Erna Pinner und Kasimir Edschmid Reisen durch Ägypten, Syrien und Palästina, wo sie unter anderem Jerusalem, Haifa und Bethlehem besuchten. Im selben Jahr waren sie in West-, Süd- und Ostafrika unterwegs und 1930 fuhren sie für mehrere Monate nach Südamerika. Wieder arbeiteten sie an gemeinsamen Publikationen, für die Pinner zeichnete und nun auch fotografierte. Auch veröffentlichte sie nochmals ein eigenes Buch: Ich reise durch die Welt (1931).
1935 wurde sie als Opfer rassistischer Verfolgung wegen ihrer jüdischen Herkunft aus der Reichskammer der Bildenden Künste ausgeschlossen und emigrierte nach England, wohingegen Edschmid in Deutschland blieb. Der Kontakt mit Edschmid, der 1941 die Musikerin Elisabeth von Harnier heiratete, brach drei Jahre später ab und wurde erst 1946 wieder aufgenommen.
Erna Pinner blieb in Großbritannien. Ihr Cousin Oscar Joseph war Chairman of The Jewish Refugee Fund in London und initiierte 1938/39 Kindertransporte nach England. Ihn unterstützte sie später bei Hilfsaktionen für Flüchtlinge aus Deutschland und Österreich. Im Jahr ihrer Ankunft in England fand Erna Pinner eine kleine Wohnung in einem Neubau in Hampstead, Cleve Road, wo sie bis zu ihrem Tod 1987 wohnte.
Ein Glücksfall war für sie die Begegnung mit Julian Huxley, Generalsekretär der Zoological Society of London und Leiter des London Zoo. 1936 hatte er die Zoos von Paris, Lüttich, Bremen und Frankfurt besucht. Huxley kannte daher Pinners Buch Tierskizzen aus dem Frankfurter Zoo von 1927. An bildender Kunst interessiert, wurde er ein Freund und führte sie in die Londoner Zoological Society ein. So gelang ihr im Exil die Wiederaufnahme ihrer Karriere, diesmal – nach einem Biologiestudium – als beschreibende Naturwissenschaftlerin (im Bereich der Zoologie, Paläontologie und Anthropologie) und als Illustratorin populärwissenschaftlicher Werke.
In der sehr persönlichen Korrespondenz mit Edschmid, der Pinner bis an sein Lebensende ein enger Vertrauter blieb, kommen immer wieder Fragen zur Wiedergutmachung für die durch die NS-Herrschaft und den Krieg erlittenen Verluste zur Sprache. Die angestrengten Verfahren zogen sich über Jahre hin. Ihre Mutter, Anna Pinner, hatte versucht, Bücher, Gemälde und Grafiken aus der Familiensammlung bei ihrem Umzug mitzunehmen. Sie musste die Sammlung aber in ihrem Haus zurücklassen. Auch der Anspruch auf eine Entschädigung für den Abbruch des beruflichen Lebens war durchzusetzen. 1956 musste Kasimir Edschmid dem Regierungspräsidenten in Wiesbaden eine eidesstattliche Erklärung zu Erna Pinners beruflicher Tätigkeit und ihrer Qualifikation vor dem Krieg abgeben. Einen Monat später vermeldete Pinner, sie erhalte „eine vorläufige Anzahlung von siebentausend Mark“. Im Januar 1957 teilt sie Edschmid mit, dass sie nun „eine Berufsentschädigungsrente von vierhundertneunundzwanzig Mark im Monat“ bekomme.
Schwieriger gestaltete sich die Anerkennung des Anspruchs auf den „von der Gestapo versteigerten Inhalt unseres Hauses“. Die Sache zog sich bis weit in die 1960er Jahre und wurde nie ganz geklärt. Im Dezember 1965, schreibt Erna Pinner an Kasimir Edschmid: „Beiläufig: Die Wiedergutmachung ist immer noch nicht erledigt.“ Dann berichtete sie über das Ölbild von Lovis Corinth aus der elterlichen Sammlung, das sich inzwischen aus unerklärlichen Gründen in spanischem Privatbesitz befinde, und dass sie sich jetzt einen Anwalt in Frankfurt nehmen müssten. Das Gemälde 'Paraphrase' von 1908, das bedeutendste Werk auf der Liste der Kunstsammlung Pinner, ein Porträt von Charlotte Berend-Corinth im Garten, ging durch die Hände verschiedener Kunsthändler und Sammler. Seit 1995 befindet es sich wieder in Privatbesitz. Erst 2013 wurde mit den Erbinnen und Erben Erna Pinners ein Vergleich bezüglich dieses Bildes geschlossen.

## Werke
Anfangs hat Erna Pinner, wohl inspiriert von ihren französischen Lehrern, Landschaften und Porträts in flächigem Stil mit betonten Umrisslinien gemalt, manche in Öl, andere in Aquarelltechnik. Schon in ihrer Jugend hatte sie Studien im Frankfurter Zoo gemacht, für den sie später auch Plakate entwarf. Bekannt war vor allem ihr Schweinebuch, das allerdings ungeahnte Auswirkungen auf ihre Biographie haben sollte: Eine Polioinfektion, die sie sich vermutlich beim Skizzieren im Schweinestall zugezogen hatte, führte später dazu, dass sich Erna Pinner hauptsächlich aufs Zeichnen verlegen musste. Hinzu kamen Stillleben und Aktzeichnungen. Leider sind nur wenige der frühen Werke erhalten, da Erna Pinner sie nicht in die Emigration mitnahm und ihr Frankfurter Elternhaus 1944 bei einem Bombenangriff zerstört wurde. Die Jugendarbeiten fielen weitgehend dem Bombardement ihres Elternhauses im Zweiten Weltkrieg zum Opfer.
Von den nahezu lebensgroßen, einst weithin bekannten Pinner-Puppen, die sie ab 1914 anfertigte und die Tänzerinnen wie Niddy Impekoven inspirierten, ist wohl kein Original erhalten geblieben.
Neben diesen grotesken Menschengestalten standen lebenslang die Tiere im Vordergrund ihres Interesses und Schaffens, eine Leidenschaft, die sie mit Künstlerinnen und Künstlern wie Renée Sintenis, Franz Marc, Heinrich Campendonk und Kay H. Nebel teilte. Ihr Werk wurde so geschätzt, dass der Herausgeber der von ihr illustrierten Hebräischen Lese-Fibel (1929) überzeugt war, dass „das Buch […] durch die Bilder einer Künstlerin von dem Range Erna Pinners […] einen bleibenden Wert“ erlange. 32 Bücher mit Illustrationen Erna Pinners erschienen seit ihrer Emigration. Dazu publizierte sie nach dem Krieg wieder in Tages- und Wochenzeitungen in Deutschland und in der Schweiz, schrieb Manuskripte für den Rundfunk.

## Werke (Auswahl)
- Das Schweinebuch. Ein Schweinemärchen von der Geburt bis zur Wurst. Reiß, Berlin 1921 (jmberlin.de).
- Tierskizzen aus dem Frankfurter Zoo. Zoologischer Garten, Frankfurt am Main 1927.
- Kasimir Edschmid: Luxus-Hunde. Mit zehn Original-Radierungen von Erna Pinner. Darmstädter Verlag, 1927.
- Eine Dame in Griechenland. Mit 30 Zeichnungen der Verfasserin. Darmstädter Verlag, Darmstadt 1927.
- Ich reise durch die Welt. Mit 104 Federzeichnungen der Verfasserin. Reiß, Berlin 1931.
- Felix Salten: Bambi's Children. Übersetzung Barthold Fles. Illustrationen Erna Pinner. Grosset & Dunlap, New York 1939.
- Zoo (= A Bantam picture book. Nr. 30, 31, 39, 40). 4 Hefte. Transatlantic Arts, London/New York o. J.
- Curious Creatures. Cape, London 1951.[7]
  - dt. Wunder der Wirklichkeit. Seltsame Geschöpfe der Tierwelt. Zsolnay, Hamburg/Wien 1955 (Neuauflage: Curious creatures. Seltsame Geschöpfe der Tierwelt. Mit 152 Illustrationen der Autorin und einem Nachwort von Barbara Weidle. Weidle Verlag, Bonn  2022, ISBN 978-3-949441-05-9).
- Born Alive. Cape, London 1959.
  - dt. Panorama des Lebens. Zsolnay, Hamburg/Wien 1961.
- Unglaublich und doch wahr. Kemper, Heidelberg 1964.

## Ausstellungen
- 2004: Ich reise durch die Welt. Die Zeichnerin und Publizistin Erna Pinner. Eine Ausstellung von Barbara Weidle in Zusammenarbeit mit dem Deutschen Exilarchiv 1933–1945 der Deutschen Bibliothek Frankfurt am Main
- 2022: Zurück ins Licht: Vier Künstlerinnen – Ihre Werke. Ihre Wege. Ausstellung im Jüdischen Museum Frankfurt